# Milanaise
Milanaise ist eine ältere Handelsbezeichnung für Taschenfutter und Westenrücken aus Baumwolle oder Viscose, das als 3-bindiger Schusskörper gewebt wird.
Das Gewebe besteht aus einer festen, feineren Kette und einem etwas weicher gedrehten Schuss. Es hat nur wenig Glanz und einen weichen Griff. Die Köperdiagonale ist nur gering ausgeprägt.
Nicht verwechselt werden sollte Milanaise mit der Kettenwirkware Milanese.